# Кубок Греції з футболу 1999—2000
Кубок Греції з футболу 1999—2000 — 58-й розіграш кубкового футбольного турніру в Греції. Титул здобув АЕК.

## Календар
| Раунд            | Дата                          | Матчі | Клуби   |
| ---------------- | ----------------------------- | ----- | ------- |
| Груповий раунд   | 7 серпня - 27 жовтня 1999     | 135   | 56 → 20 |
| Додатковий раунд | 10 листопада - 19 грудня 1999 | 4     | 20 → 16 |
| 1/8 фіналу       | 12-13 січня 2000              | 8     | 16 → 8  |
| 1/4 фіналу       | 9-17 лютого/1-9 березня 2000  | 8     | 8 → 4   |
| 1/2 фіналу       | 5/19 квітня 2000              | 4     | 4 → 2   |
| Фінал            | 10 травня 2000                | 1     | 2 → 1   |

## 1/8 фіналу
| Команда 1          | Рахунок      | Команда 2           |
| ------------------ | ------------ | ------------------- |
| 12 січня 2000      |              |                     |
| Аріс (Салоніки)    | 1:1 пен. 4:2 | Панатінаїкос        |
| ОФІ                | 3:0          | Агерсані Наксос (3) |
| Олімпіакос (Пірей) | 2:1          | ПАОК                |
| АЕК                | 6:0          | Трикала             |
| Нафпактіакос (3)   | 1:0          | Неаполіс (3)        |
| Каламата           | 3:0          | Проодефтікі         |
| Іонікос            | 4:2          | Іракліс             |
| Етнікос Астерас    | 3:3 пен. 4:5 | Паніоніос           |

## 1/4 фіналу
| Команда 1                | Заг. | Команда 2        | 1-й матч | 2-й матч |
| ------------------------ | ---- | ---------------- | -------- | -------- |
| 9 лютого/1 березня 2000  |      |                  |          |          |
| Іонікос                  | 9:2  | Нафпактіакос (3) | 8:0      | 1:2      |
| 10 лютого/2 березня 2000 |      |                  |          |          |
| Аріс (Салоніки)          | 0:2  | Паніоніос        | 0:0      | 0:2      |
| 16 лютого/8 березня 2000 |      |                  |          |          |
| Олімпіакос (Пірей)       | 1:4  | АЕК              | 1:1      | 0:3      |
| 17 лютого/9 березня 2000 |      |                  |          |          |
| ОФІ                      | 1:3  | Каламата         | 1:0      | 0:3      |

## 1/2 фіналу
| Команда 1        | Заг. | Команда 2 | 1-й матч | 2-й матч |
| ---------------- | ---- | --------- | -------- | -------- |
| 5/19 квітня 2000 |      |           |          |          |
| АЕК              | 5:3  | Паніоніос | 4:1      | 1:2      |
| Каламата         | 2:6  | Іонікос   | 0:2      | 2:4      |

## Фінал
| 10 травня 2000 |

| АЕК                                     | 3:0      | Іонікос |
| --------------------------------------- | -------- | ------- |
| Ніколаїдіс 37' Петков 76' Маладеніс 81' | Протокол |         |

| «Олімпійський стадіон», Марусі Глядачів: 25 471 Арбітр: Йоргос Дурос |